# Eurovision Song Contest 1967

Deltagande länder.
Länder som tävlat förut men inte deltog 1967.

Eurovision Song Contest 1967 sändes den 8 april 1967 från ORF Wiener Hofburg i Wien i Österrike i och med att Österrike året innan hade vunnit med "Merci Chérie" med Udo Jürgens. Värd för festivalen var Erica Vaal.

## Historik
Det uppstod problem inför festivalen, då orkestern hotade med att strejka, i och med att de inte skulle få någon ersättning för festivalen även skulle gå ut i radio i vissa länder. Emellertid kom man fram till en annan lösning.
Vinnare detta år blev Storbritannien med låten "Puppet on a String", framförd av Sandie Shaw, som också var storfavorit inför festivalen. Sandie blev den första deltagare som uppträdde barfota i festivalen (något även Remedios Amaya 1983, Lotta Engberg 1987, Loreen 2012 och Emmelie de Forest 2013 gjort). När hon gick upp på scenen krånglade hennes mikrofon, vilket gjorde att första tonen försvann. Låten var på väg att bli diskvalificerad på förhand, i och med att denna funnits tillgänglig på skiva redan den 6 mars, som skulle ha varit festivalens ursprungsdatum. Emellertid lämnades aldrig någon formell protest in. Låten har i efterhand blivit en klassiker inom eurovisionen. Låten inspelades på spanska, italienska, franska och tyska. Siw Malmkvist spelade även in en svensk version av melodin, under namnet "Sprattelgumma". Sämst gick det för Schweiz detta år, som blev poänglöst.
Danmark ställde inte upp detta år och skulle inte återvända förrän 1978. Anledningen till detta var att den nya direktören för TV-underhållningsavdelningen på DR tyckte att pengarna kunde användas på ett bättre sätt.
Emellertid blev Italiens första bidrag diskvalificerat på grund av att detta fanns tillgängligt för tidigt på skiva, men tilläts att ställa upp med ett nytt bidrag. Detta skedde dock inte heller friktionsfritt - låtens text ändrades om, vilket dåvarande regler inte tillät. Italien påstod själva att orsaken till ändringen var att låten var för lång och att ändringen genomfördes för att korta ner låten till tre minuter, vilket var längsta tillåtna tid för ett bidrag. Denna ursäkt godkändes.

## Bidragen
| Nr | Land           | Artist             | Sång                                 | Placering | Poäng |
| -- | -------------- | ------------------ | ------------------------------------ | --------- | ----- |
| 1  | Nederländerna  | Thérèse Steinmetz  | Ring-Dinge-Ding                      | 14        | 2     |
| 2  | Luxemburg      | Vicky Leandros     | L'amour est bleu                     | 4         | 17    |
| 3  | Österrike      | Peter Horten       | Warum es hundert-tausend Sterne gibt | 14        | 2     |
| 4  | Frankrike      | Moëlle Cordier     | Il doit faire beau là-bas            | 3         | 20    |
| 5  | Portugal       | Eduardo Nascimento | O vento mudou                        | 12        | 3     |
| 6  | Schweiz        | Géraldine          | Quel Coeur vas-tu briser?            | 17        | 0     |
| 7  | Sverige        | Östen Warnerbring  | Som en dröm                          | 8         | 7     |
| 8  | Finland        | Fredi              | Varjoon-Suojaan                      | 12        | 3     |
| 9  | Västtyskland   | Inge Brück         | Anouschka                            | 8         | 7     |
| 10 | Belgien        | Louis Neefs        | Ik heb zorgen                        | 7         | 8     |
| 11 | Storbritannien | Sandie Shaw        | Puppet on a String                   | 1         | 47    |
| 12 | Spanien        | Raphael            | Hablemos des amor                    | 6         | 9     |
| 13 | Norge          | Kirsti Sparboe     | Dukkemann                            | 14        | 2     |
| 14 | Monaco         | Minouche Barelli   | Boum-Badaboum                        | 5         | 10    |
| 15 | Jugoslavien    | Lado Leskovar      | Vse rože sveta                       | 8         | 7     |
| 16 | Italien        | Claudio Villa      | Non andare più lontano               | 11        | 4     |
| 17 | Irland         | Sean Dunphy        | If I Could Choose                    | 2         | 22    |

## Omröstningen
Varje jury hade tio medlemmar, där varje medlem gav en röst på sin favorit. Omröstningen blev odramatisk detta år. Luxemburg tog ledningen i första omröstningen, men Storbritannien gick om i andra och drygade ut ledningen successivt och vann komfortabelt med mer än dubbel poäng över Irland som kom tvåa.
Det blev flera tekniska fel på tavlan under omröstningen. Efter att Monaco hade gett sina röster, blev ett par resultat felaktiga, vilket man dock lyckades korrigera efter ett uppehåll. Österrike fick av misstag tolv poäng från Jugoslavien istället för två, och Irland tappade tjugo röster vid ett tillfälle, vilket också fick korrigeras. Sverige fick även tjugo poäng för mycket vid ett annat tillfälle. Till detta var även Erika Vaal på väg att avsluta omröstningen, när sista landet, Irland, återstod att rösta.
| Startordning | Startordning   | Röster | Röster | Röster | Röster | Röster | Röster | Röster | Röster | Röster | Röster | Röster | Röster | Röster | Röster | Röster | Röster | Röster | Röster | Röster |
| Startordning | Startordning   | Totalt | NL     | LU     | AT     | FR     | PT     | CH     | SE     | FI     | DE     | BE     | UK     | ES     | NO     | MC     | YU     | IT     | IE     |        |
| ------------ | -------------- | ------ | ------ | ------ | ------ | ------ | ------ | ------ | ------ | ------ | ------ | ------ | ------ | ------ | ------ | ------ | ------ | ------ | ------ | ------ |
| Bidrag       | Nederländerna  | 2      |        | -      | -      | -      | -      | -      | -      | -      | -      | -      | 1      | -      | -      | -      | -      | -      | 1      |        |
| Bidrag       | Luxemburg      | 17     | 4      |        | -      | -      | -      | -      | -      | 2      | -      | 1      | 2      | 1      | -      | 1      | 1      | 3      | 2      |        |
| Bidrag       | Österrike      | 2      | -      | -      |        | -      | 1      | -      | -      | -      | -      | -      | -      | -      | -      | -      | 1      | -      | -      |        |
| Bidrag       | Frankrike      | 20     | 1      | 2      | 1      |        | -      | 1      | 4      | -      | 2      | -      | 2      | -      | -      | 2      | 4      | -      | 1      |        |
| Bidrag       | Portugal       | 3      | -      | -      | -      | 1      |        | 1      | -      | -      | -      | -      | -      | 1      | -      | -      | -      | -      | -      |        |
| Bidrag       | Schweiz        | 0      | -      | -      | -      | -      | -      |        | -      | -      | -      | -      | -      | -      | -      | -      | -      | -      | -      |        |
| Bidrag       | Sverige        | 7      | -      | -      | -      | -      | 1      | -      |        | 1      | -      | -      | -      | -      | 2      | -      | 1      | -      | 2      |        |
| Bidrag       | Finland        | 3      | 1      | -      | -      | -      | 1      | -      | -      |        | -      | -      | -      | -      | -      | -      | -      | 1      | -      |        |
| Bidrag       | Västtyskland   | 7      | -      | -      | -      | -      | 1      | -      | 1      | -      |        | 1      | 1      | -      | 1      | -      | -      | 1      | 1      |        |
| Bidrag       | Belgien        | 8      | -      | -      | -      | -      | 1      | -      | -      | 3      | 1      |        | 1      | -      | -      | -      | 1      | -      | 1      |        |
| Bidrag       | Storbritannien | 47     | 2      | 5      | 3      | 7      | 1      | 7      | 1      | 2      | 3      | 3      |        | -      | 7      | 3      | -      | 2      | 1      |        |
| Bidrag       | Spanien        | 9      | 1      | 1      | 1      | -      | 2      | -      | -      | -      | -      | 1      | -      |        | -      | 2      | 1      | -      | -      |        |
| Bidrag       | Norge          | 2      | 1      | -      | -      | -      | -      | -      | 1      | -      | -      | -      | -      | -      |        | -      | -      | -      | -      |        |
| Bidrag       | Monaco         | 10     | -      | -      | 2      | 1      | -      | -      | 1      | -      | -      | -      | -      | 5      | -      |        | -      | 1      | -      |        |
| Bidrag       | Jugoslavien    | 7      | -      | 1      | -      | 1      | 1      | -      | -      | -      | -      | 1      | -      | 2      | -      | -      |        | 1      | -      |        |
| Bidrag       | Italien        | 4      | -      | -      | -      | -      | -      | 1      | -      | -      | -      | -      | 1      | 1      | -      | -      | -      |        | 1      |        |
| Bidrag       | Irland         | 22     | -      | 1      | 3      | -      | 1      | -      | 2      | 2      | 4      | 3      | 2      | -      | -      | 2      | 1      | 1      |        |        |

## Återkommande artister
| Artist         | Land    | Tidigare år |
| -------------- | ------- | ----------- |
| Claudio Villa  | Italien | 1962        |
| Kirsti Sparboe | Norge   | 1965        |
| Raphael        | Spanien | 1966        |